# Hook Common
Hook Common – osada w Anglii, w hrabstwie Hampshire, w dystrykcie Hart. Leży 38 km na północny wschód od miasta Winchester i 65 km na południowy zachód od Londynu.